# Przyborowo (wieś w powiecie gostyńskim)
Przyborowo – wieś w Polsce położona w województwie wielkopolskim, w powiecie gostyńskim, w gminie Krobia.

## Historia
Wieś pierwotnie związana była z Wielkopolską. Istnieje co najmniej od końca XIII wieku. Po raz pierwszy wymieniana w archiwalnym, łacińskojęzycznym falsyfikacie datowanym na 1240 pod nazwą Prziborowo, 1310 Preborow, 1405 Przeborowo, 1513 Minus Przyborowko, 1530 Prziborovo, 1544 Parva Przyborowko.
Miejscowość była własnością szlachecką należącą do lokalnej szlachty wielkopolskiej z rodu Przyborowskich, którzy od nazwy wsi utworzyli swoje odmiejscowe nazwisko. W 1409 wieś leżała w powiecie kościańskim Korony Królestwa Polskiego. W 1510 przynależała do parafii Niepart.
Według pierwszego zapisu z 1240 biskup poznański Paweł nadał dziesięciny z Przborowa kościołowi pod wezwaniem św. Piotra i Pawła w Nieparcie. W 1310 książę śląski i wielkopolski, pan Głogowa i Poznania dziedzic Królestwa Polskiego Henryk III głogowski ustanowił dystrykt w Poniecu, a w jego granicach odnotowano m.in. wieś Przyborowo.
We wsi i okolicy archeolodzy znaleźli fragmenty naczyń z końca średniowiecza oraz początku czasów nowożytnych.
W 1400 dziedzicami wsi byli bracia Klemens, pleban z Górki Miejskiej oraz Paweł. Toczyli oni proces o Przyborowo z panną Grzymką dziedziczką w Ochli w powiecie pyzdrskim. W 1406 w czasie kolejnego procesu o majętności dowodzili, że Przyborowo oraz Kuczyna była ich ojcowizną. W latach 1404–1430 jako właściciel we wsi odnotowany został Jan Habdank Przyborowski. W 1409 toczył proces z sołtysem w Przyborowie o miejscowe sołectwo. W latach 1424–1467 właścicielem we wsi był Michał Przyborowski. W 1467 sprzedał on z zastrzeżeniem prawa odkupu Mikołajowi Dzięczyńskiemu 5 łanów osiadłych w Przyborowie za 60 grzywien. W 1466 syn Michała Wojciech Przyborowski sprzedał Janowi Mirzewskiemu 6 łanów osiadłych w Przyborowie za 70 grzywien. W 1469 zapisał żonie Annie po 50 kóp groszy posagu oraz wiana na połowie wsi.
Wieś odnotowały także historyczne rejestry podatkowe. W 1510 w Przyborowie było 6 łanów osiadłych oraz 3 łany opuszczone, a w części pana Jana; 2 łany osiadłe oraz w części pana Rakojedzkiego jeden łan opuszczony. W 1530 Przyborowo zapłaciło pobór od 7 łanóworaz 3 grosze od karczmy. W 1563 wieś zapłaciła pobór od 16 łanów, karczmy dorocznej oraz od wiatraka. W latach 1580–1583 pobór podatkowy zapłacili: 1581-1582 Andrzej, 1580-1581 Feliks, 1580-1583 Maciej, 1580 Prokop Przyborowscy oraz w latach 1581-1583 Kasper Kromno.
Historyczne dokumenty odnotowały także zwykłych mieszkańców wsi. W 1558 zagrodników Andrzeja Kosza, Jana Propanka, karczmarza Wojciecha Voitha. W 1577 odnotowani zostali miejscowi kmiecie Wawrzywniec Rospeda, Jakub Kempe, Bieniasz Thumpalka, Ambroży Klimek, Piotr Adam oraz Szymon Przybyła.
W drugiej połowie XVI wieku właścicielami we wsi byli synowie Ambrożego Przyborowskiego: Prokop, Andrzej oraz Maciej Przyborowscy, bracia Jerzego, Feliksa i Wojciecha. W 1577 bracia posiadający wieś wraz z Feliksem wydzielili Maciejowi jego część w Przyborowie. W 1580 wieś Prziborowo położona była w powiecie kościańskim województwa poznańskiego w Rzeczypospolitej Obojga Narodów.
W wyniku II rozbioru Rzeczypospolitej w 1793, miejscowość przeszła w posiadanie Prus i jak cała Wielkopolska znalazła się w zaborze pruskim. W okresie Wielkiego Księstwa Poznańskiego (1815-1848) miejscowość należała do wsi większych w ówczesnym pruskim powiecie Kröben (krobskim) w rejencji poznańskiej. Przyborowo należało do okręgu bojanowskiego tego powiatu i stanowiło część majątku Sarbinowo, którego właścicielem był Szczaniecki. Według spisu urzędowego z 1837 roku wieś liczyła 207 mieszkańców, którzy zamieszkiwali 17 dymów (domostw).
Wieś rycerska, własność księżnej Zofii z Lubomirskich Czartoryskiej, położona była w 1909 roku w powiecie gostyńskim rejencji poznańskiej w Wielkim Księstwie Poznańskim.
W latach 1975–1998 miejscowość należała administracyjnie do województwa leszczyńskiego.